# Брел Емболо
Брел Доналд Емболо (фр. Breel Donald Embolo; 14. фебруар 1997) професионални је швајцарски фудбалер камерунског порекла који игра на позицији нападача. Тренутно наступа за Монако и репрезентацију Швајцарске.
Омладинску каријеру је провео у клубовима из Базела, а у сениорском тиму дебитовао је у ФК Базелу. Након тога је провео три сезоне у Шалкеу, да би 2019. године потписао уговор са Борусијом.
За репрезентацију Швајцарске дебитовао је 2015. године и наступао је на два Светска и три Европска првенства.